# بخش پاتنا
بخش پاتنا (به انگلیسی: Patna district) یک منطقهٔ مسکونی در هند است که در بخش پتنا واقع شده‌است. بخش پاتنا ۳٬۲۰۲ کیلومتر مربع مساحت و ۵٬۸۳۸٬۴۶۵ نفر جمعیت دارد.